# المنتدى العالمي للأطفال
يقام المنتدى العالمي للاطفال الذي أطلق في السويد واطلقة الملك كارل السادس عشر غوستاف والملكة سيلفيا غوستاف ملكة السويد ويتم خلال فعالياتة إجراء حوار وتبادل الآراء واستعراض الأبحاث والدراسات. ويقام المنتدى للمرة الأولى خارج السويد، خيث يعقد في دبي في نوفمبر من عام 2014.